# Kronoklasm
Kronoklasm (grekiska: kronos, "tid", och klastes, "person som bryter sönder något", av klao "bryta sönder") är ett begrepp som används för att beskriva konflikter kring en fixering vid linjär tid i samhället.
Kronoklaster motsätter sig Kronos välde – den gudom i den grekiska mytologin som härskar över den linjära tiden. Den marxistiske historikern E.P. Thompson ansåg exempelvis att påförandet av en ny tidsuppfattning (med allt från fabriksklockor till puritanska predikanter) utgjort en förutsättning för det kapitalistiska produktionssättet. På samma sätt kräver kronoklaster att den rådande tidsuppfattningen krossas. Kronoklaster har olika idéer om hur tidsstormandet ska utövas rent praktiskt.